# 堀内照文
堀内 照文（ほりうち てるふみ、1972年〈昭和47年〉11月2日 - ）は、日本の政治家。日本共産党所属の元衆議院議員（1期）。元党准中央委員。

## 略歴
大阪府大阪市に生まれる。大阪府立住吉高等学校卒業。
1991年（平成3年）神戸大学文学部に入学、在学中に学生自治会の委員長を務める。1995年卒業後、日本共産党兵庫県委員会に就職。
2004年の第20回参議院議員通常選挙に参議院比例区から出馬するも落選。2007年の第21回参議院議員通常選挙に兵庫県選挙区から出馬するも落選。2010年の第22回参議院議員通常選挙に兵庫県選挙区から出馬するも落選。2012年の第46回衆議院議員総選挙に比例近畿ブロック単独で出馬するも落選。
2014年の第47回衆議院議員総選挙に比例近畿ブロック単独で出馬し、初当選、厚生労働委員会に所属。
2017年の第48回衆議院議員総選挙に兵庫8区で比例重複で出馬するも、落選。
2019年、病気療養のため次期衆院選の一次公認からは外れることとなった。

## 政策
- 憲法改正と集団的自衛権の行使に反対[8]。
- アベノミクスを評価しない[8]。
- 原発は日本に必要ない[8]。
- 村山談話と河野談話を見直すべきでない[8]。
- ヘイトスピーチを法律で規制することに賛成[8]。

また、2017衆院選 朝日新聞の候補者アンケートによると
- 安全保障関連法の成立を評価しない[9]。
- 北朝鮮問題への取り組みを評価しない[9]。
- 共謀罪法を評価しない[9]。
- 森友学園・加計学園問題への対応を評価しない[9]。
- 長期的に消費税率を10％よりも高くすることに反対[9]。
- 幼稚園・保育所から大学まで教育を無償化すべきだ[9]。
- 経済競争力を多少犠牲にしても格差是正を優先すべきだ[9]。
- 財政赤字は危機的水準であるので、国債発行を抑制すべきだ[9]。
- 所得や資産の多い人に対する課税を強化すべきだ[9]。
- 男性同士、女性同士の結婚を法律で認めるべきだ[9]。
- 被選挙権を得られる年齢を引き下げるべきだ[9]。
- 選択的夫婦別姓の導入に賛成[9]。
- 一人親家庭やDINKsなど家族の形は多様でよい[9]。
- 非核三原則を堅持すべきだ[9]。